# 2e Régiment d'artillerie (Canada)
Pour les articles homonymes, voir 2e régiment.
Le 2e Régiment d'artillerie de campagne, ARC est un régiment d'artillerie de campagne de la Première réserve de l'Armée canadienne des Forces armées canadiennes. Il fait partie du 34e Groupe-brigade du Canada au sein de la 2e Division au Canada et est stationné dans la caserne Côte-des-Neiges à Montréal au Québec.

## Structure
Le 2e Régiment d'artillerie de campagne, ARC fait partie du 34e Groupe-brigade du Canada, un groupe-brigade de la Première réserve de l'Armée canadienne,. Il s'agit d'une unité du Régiment royal de l'Artillerie canadienne. Il est composé d'environ 120 membres. Son quartier général est situé à Montréal au Québec,.

## Histoire
Le Battalion of Montreal Artillery, littéralement le « Bataillon de l'Artillerie de Montréal », fut créé le 27 novembre 1856. Il devint la Montreal Brigade of Garrison Artillery, littéralement la « Brigade de Montréal d'artillerie de garnison », le 6 février 1869. Cette dernière fut mobilisée le 24 au 31 mai 1870 lors des raids féniens et servit sur la frontière sud-est. Des éléments de la brigade furent mobilisés le du 10 avril au 24 juillet 1885 lors de la Rébellion du Nord-Ouest et servirent avec la colonne de Battleford du corps expéditionnaire du Nord-Ouest.
Le 1er janvier 1983, il fut renommé en 2nd "Montreal" Regiment, CA, littéralement le « 2e "Montréal" Régiment, CA » où « CA » est l'abréviation pour Canadian Artillerie, le nom anglais de l'Artillerie canadienne, puis, le 2 avril 1907, en 2nd "Montreal" Regiment (Heavy Brigade), CA, littéralement le « 2e "Montréal" Régiment (Brigade lourde),CA ». Celui-ci fut renommé en 2nd "Montreal" Heavy Brigade, CGA, littéralement la « 2e "Montréal" Brigade lourde, CGA » où « CGA » est l'abréviation pour Canadian Garrison Artillery, c'est-à-dire l'Artillerie de garnison canadienne.
Le 1er mars 1912, la brigade fut renommée en The Montreal Heavy Brigade, CGA, littéralement « La Brigade lourde de Montréal, CGA », Le 6 août 1914, des détachements de celle-ci furent mobilisés pour le service actif lors de la Première Guerre mondiale afin de fournir de la protection locale. Le 18 janvier 1917, le 2nd Canadian Heavy Artillery Group, CEF littéralement le « 2e Groupe canadien d'artillerie lourde, CEF » où « CEF » est l'abréviation pour Canadian Expeditionary Force, le nom anglais du Corps expéditionnaire canadien. Cette dernière fut renommée en 2nd Brigade, CGA, CEF le 12 janvier 1918 et servit en France jusqu'à la fin du conflit. La brigade au Canada fut renommée en 2nd Heavy Brigade, CA, littéralement la « 2e Brigade lourde, CA ». De son côté, la brigade en France fut dissoute le 1er novembre 1920.
Le 1er juillet 1925, la 2nd Heavy Brigade, CA devint la 2nd Medium Brigade, CA, littéralement la « 2e Brigade moyenne, CA ». Le 3 juin 1935, son nom devint la 2nd Medium Brigade, RCA lorsque le titre « royal » fut accordé à l'Artillerie canadienne, « RCA » étant l'abréviation de Royal Canadian Artillery, c'est-à-dire l'Artillerie royale canadienne.
Le 7 novembre 1940, elle devint la 2nd (Reserve) Medium Brigade, RCA', littéralement la « 2e (Réserve) Brigade moyenne, RCA » puis le 2nd (Reserve) Medium Regiment, RCA, littéralement le « 2e Régiment moyen, RCA », le 1er décembre 1942. Le régiment fut de nouveau renommé le 28 juillet 1944 lorsqu'il devint le 2nd (Reserve) Anti-Aircraft Regiment, RCA, littéralement le « 2e (Réserve) Régiment anti-aérien, RCA » et, encore une fois, le 1er avril 1946, en 2nd Medium Regiment, RCA, littéralement le « 2e Régiment moyen, RCA ».
Le 15 septembre 1959, le régiment fusionna avec le 51st Medium Anti-Aircraft Regiment, RCA et garda le même nom. Le 12 avril 1960, celui-ci devint le 2nd Medium Artillery Regiment, RCA, littéralement le « 2e Régiment d'artillerie moyenne, RCA ».
Le 26 février 1965, le régiment fut réduit à un effectif nul et transféré à l'ordre de bataille supplémentaire. Il fut réactivé le 1er juin 1966 au sein de la Force de réserve sous son nom actuel.

### Perpétuations
En plus de l'histoire de sa propre lignée et de celle du 51st Medium Anti-Aircraft Regiment, RCA avec lequel il a été amalgamé en 1959, le 2e Régiment d'artillerie de campagne, ARC perpétue l'histoire du Corps of Provincial Royal Artillery Drivers, de la Royal Militia Artillery et de la 2nd Brigade, CGA, CEF